# 4-й центральный научно-исследовательский институт Министерства обороны Российской Федерации
4-й центральный научно-исследовательский орденов Октябрьской Революции и Трудового Красного Знамени институт Министерства обороны Российской Федерации (4-й ЦНИИ Минобороны России) — крупнейшая научная организация Министерства обороны РФ, решающая широкий круг проблем научного обеспечения строительства РВСН и развития стратегического ракетного вооружения. Расположен в микрорайоне Юбилейный города Королёва.
Традиционным направлением исследований 4-й ЦНИИ Минобороны России является обоснование тактико-технических требований к новым и модернизируемым образцам вооружения, военно-научное сопровождение важнейших НИОКР. Значимой составной частью в общем объёме исследований института являются работы в области автоматизации управления войсками и оружием, внедрения в практику войск современных телекоммуникационных технологий, обеспечения информационной безопасности.
4-й ЦНИИ Минобороны России также осуществляет контроль технического состояния вооружения и военной техники и обеспечивает командование РВСН объективной информацией о техническом состоянии и надёжности эксплуатируемого вооружения.

## История

### Предпосылки создания
В конце Великой Отечественной войны стала очевидной необходимость широкого применения в системах вооружения реактивных двигателей, позволяющих более эффективно решать многие традиционные задачи и создавать качественно новое оружие — ракеты дальнего действия.
13 мая 1946 года принято постановление Правительства СССР № 1017—419сс «Вопросы реактивного вооружения», сыгравшее историческую роль в решении данной проблемы. Считая важнейшей задачей организацию научно-исследовательских и экспериментальных работ в области реактивного вооружения, Совет Министров СССР постановил создать в соответствующих министерствах научно-исследовательские институты, в том числе в Министерстве Вооружённых сил — Научно-исследовательский реактивный институт Главного артиллерийского управления (ГАУ). Такой институт, получивший название НИИ-4, был сформирован в соответствии с приказом Министра Вооружённых сил СССР от 24 мая 1946 года № 007. 1 июля отмечается как «День института».

### Разработка систем противоракетной обороны
Впервые в СССР исследования в области системы противоракетной обороны от баллистических ракет большой дальности были выполнены в НИИ-4 в конце 1940-х годов группой специалистов, возглавляемой Г. М. Можаровским. Основой исследований послужило изобретение Г. М. Можаровского о создании наземной системы ПРО по принципу «ракета против ракеты при радиолокационном обеспечении», сделанное в Военно-воздушной академии им. Н. Е. Жуковского в 1945 году. После перевода группы в НИИ-4 в 1948 году в Институте была поставлена крупная НИР, в выполнении которой участвовали практически все отделы. Результатом явился разработанный в декабре 1949 года аванпроект системы ПРО отдельного района, который послужил основой для создания первой экспериментальной системы ПРО.

### Навигационно-баллистическое обеспечение
В начальный период развития института приоритетными являлись вопросы навигационно-баллистического обеспечения (НБО) пусков ракет дальнего действия. По документации, разработанной в НИИ-4 (таблицы стрельбы, полётные задания), проводились испытательные пуски созданных в 1940-е — 1950-е годы ракет: оперативно-тактических (Р-1, Р-2, Р-11), средней дальности (Р-5, Р-5М, Р-12), межконтинентальной дальности (Р-7). И в последующие годы НИИ-4 продолжал баллистическое обеспечение пусков всех создававшихся ракет средней дальности (РСД) и межконтинентальных баллистических ракет (МБР). В Институте сложился коллектив высококвалифицированных учёных-баллистиков, пользующихся авторитетом в соответствующих организациях промышленности, Академии наук, МО СССР.
В 1950-х годах для отработки на полигоне Капустин Яр новых, на тот момент, ракет Р-1, Р-2 и Р-5 появилась необходимость в создании техники способной осуществлять различного рода траекторные измерения. Для этих целей НИИ-4 разработал концепцию полигонного измерительного комплекса (ПИК). Для измерительных пунктов (ИП) этого комплекса по заданию НИИ-4 начали создаваться телеметрическая аппаратура «Трал», станции траекторных измерений — радиодальномерная «Бинокль» и фазометрическая радиоугломерная «Иртыш» (в МЭИ), аппаратура системы единого времени (СЕВ) «Бамбук» (в НИИ-33 МРП).
Проведение лётно-конструкторских испытаний (ЛКИ) первой МБР Р-7 потребовало создания новых стартовых позиций (в первую очередь из-за проектной дальности изделия — 8000 км) и 12 февраля 1955 года принято постановление Совета Министров СССР о создании Научно-исследовательского испытательного полигона (НИИП-5 МО СССР). НИИ-4 был определён участником работ по проектированию полигонной испытательной базы и головной организацией по созданию полигонного измерительного комплекса (ПИК).
Создание полигонного измерительного комплекса является особо крупным вкладом НИИ-4 в развитие ракетной и космической техники. После создания измерительного комплекса значительно возрос авторитет Института среди организаций промышленности и МО СССР. Работами руководили А. И. Соколов и его заместители Г. А. Тюлин и Ю. А. Мозжорин. В технологическом проектировании объектов полигона участвовало более 150 научных сотрудников НИИ-4. Свыше 50 сотрудников были командированы на заводы, в конструкторские бюро и проектные организации, где принимали активное участие в разработке измерительных средств и контроле за строительством объектов полигонного измерительного комплекса.

### Работа над искусственным спутником Земли
В 1947—1951 годах М. К. Тихонравовым (перешедшим в декабре 1946 года из НИИ-1 МАП в НИИ-4) был создан коллектив сотрудников-энтузиастов по освоению космического пространства. Впервые в стране были найдены и обоснованы принципиальные решения многих основных вопросов создания искусственного спутника Земли. В начале 1954 года М. К. Тихонравовым была разработана и помещена в научном отчёте программа освоения космоса, в которой предусматривалось решение проблемы пилотируемых полётов и освоения Луны. 26 июня 1954 года Королёв С. П. представил министру оборонной промышленности Дмитрию Устинову докладную записку «Об искусственном спутнике Земли», подготовленную Тихонравовым. На официальной защите в 1956 году эскизного проекта ИСЗ С. П. Королёв также отметил, что проект спутника разработан в ОКБ-1 на основе исследовательских работ группы сотрудников НИИ-4, возглавляемой М. К. Тихонравовым.
В конце 1955 года, когда шли интенсивные работы по созданию ракеты Р-7, С. П. Королёв обратился к руководству страны с предложением запустить раньше американцев первый искусственный спутник Земли на будущей ракете Р-7, сроки лётных испытаний которой намечались на 1957 год. 30 января 1956 года вышло соответствующее постановление СМ СССР и ОКБ-1 Королёва приступило к проектированию первого в мире искусственного спутника Земли (ИСЗ), получившего наименование «объект Д», а НИИ-4 — к проектированию командно-измерительного комплекса (КИК).
Создание КИК было поручено именно НИИ-4 по причине того, что Институт уже имел опыт в создании ПИК на полигоне Капустин Яр. Причём, стоит отметить, что перед январским 1956 года Постановлением Правительства об определении НИИ-4 МО СССР головным с подключением большой кооперации разработчиков измерительных средств по созданию КИК, МО было против возложения на него по аналогии с ПИКом обязанностей разработчика КИКа, ссылаясь на несвойственную ему работу, проводимую в интересах АН СССР. МО СССР были приведены многочисленные аргументы в пользу того, что создание и эксплуатация измерительных пунктов для обеспечения полётов ИСЗ — это дело прежде всего АН, и никак не МО. Однако, учёные и промышленники считали, что только военные могут построить, оснастить и эксплуатировать измерительные пункты, разбросанные по территории Советского Союза в труднодоступных местах. Споры по этому вопросу были продолжительные и горячие, пока их не прекратил Министр обороны Маршал Советского Союза Г. К. Жуков. Он согласился с доводами промышленников, предвидя в будущем важную роль космоса в обороне страны. С тех пор Жукову приписывают фразу: «Космос беру на себя!».
Проект был утверждён 2 июня 1956 года, а 3-го сентября вышло постановление СМ СССР, определяющее порядок практического создания комплекса измерительных средств, средств связи и единого времени для обеспечения наземного сопровождения полёта первого ИСЗ. Именно этот день, 3 сентября 1956 года и принято считать днём создания Командно-измерительного комплекса СССР. По ТЗ, выданным НИИ-4 и ОКБ-1, были доработаны и созданы новые технические средства (ТС) для взаимодействия со спутником «Д». ТС, доработанные до уровня взаимодействия со спутником, получали в своём названии приставку «Д» (например, «Бинокль-Д»).
Дело подготовки к формированию КИК закипело, но к концу 1956 года выяснилось, что намеченные планы запуска первого ИСЗ находятся под угрозой срыва из-за трудностей в создании научной аппаратуры для «объекта Д» и более низкой, чем намечалось, удельной тяги двигательных установок (ДУ) РН Р-7. Правительство установило новый срок запуска — апрель 1958 года. Однако, по данным разведки, США могли запустить первый спутник до этого срока. Поэтому в ноябре 1956 года ОКБ-1 внесло предложение о срочной разработке и запуске вместо «блока Д» простейшего спутника массой порядка 100 кг в апреле — мае 1957 года во время первых испытаний Р-7. Предложение было одобрено и 15 февраля 1957 года вышло Постановление Правительства о запуске простейшего спутника, поименованного «ПС-1», в конце 1957 года.
Тем временем в НИИ-4, был разработан проект создания КИК, предусматривающий создание 13 командно-измерительных пунктов (теперь они наименовались ОНИП — отдельный научный измерительный пункт, а в просторечии их зачастую называли НИП), расположенных по всей территории Советского Союза от Ленинграда до Камчатки и центрального пристартового пункта. Руководил работами по созданию КИК Ю. А. Мозжорин. Все работы были выполнены в рекордно короткие сроки — за один год.
В 1957 году для обеспечения пусков МБР, запусков ИСЗ и других космических объектов при НИИ-4 создаётся Координационно-вычислительный центр (КВЦ), прообраз будущего Центра управления полётами.
За создание ракетной и космической техники НИИ-4 в 1957 году награждён орденом Трудового Красного Знамени.
Результаты выполненных в НИИ-4 в конце 1940-х — начале 1950-х годов исследований явились теоретическим фундаментом для дальнейших практических работ по освоению космического пространства. Перешедшие в 1956 году из НИИ-4 в ОКБ-1 вместе с М. К. Тихонравовым отдельные сотрудники его группы, а в 1957 году — Константин Петрович Феоктистов (будущий лётчик-космонавт) стали ведущими разработчиками ИСЗ и космических кораблей. В 1957 году за обеспечение запуска первого искусственного спутника Земли группе специалистов НИИ-4, в том числе троим из группы М. К. Тихонравова: А. В. Брыкову, И. М. Яцунскому, И. К. Бажинову присуждена Ленинская премия.

### Тихоокеанская океанографическая экспедиция
Подготовка к лётным испытаниям МБР Р-7 на полную дальность — в акваторию Тихого океана — и расширение сферы наблюдений за полётами космических объектов потребовали создания плавучих (корабельных) измерительных комплексов.
В 1959 году Институт назначается головным исполнителем работ по созданию плавучего комплекса ТОГЭ-4 (под легендой 4 Тихоокеанской океанографической экспедиции) в составе четырёх кораблей, а в 1960 году — головным исполнителем по созданию комплекса ТОГЭ-5 — в составе трёх кораблей. В Институте была создана специальная морская лаборатория, преобразованная в 1962 году в морской отдел. Командиром ТОГЭ-4 назначен капитан 1 ранга (впоследствии контр-адмирал) Юрий Иванович Максюта.
Соединение из четырёх военных кораблей родилось в результате осуществления НИР «Акватория», разработанной сотрудниками НИИ-4 МО СССР в 1958 году. После успешных отстрелов ракеты Р-7 в район Камчатки стало очевидным, что для испытания ракеты на полную дальность (12000 километров) необходимо создать полигон в центральной части Тихого океана. Для измерения точности падения головных частей межконтинентальных баллистических ракет в 1959 году были построены плавучие измерительные пункты — экспедиционные океанографические суда «Сибирь», «Сахалин», «Сучан» и «Чукотка». Первая боевая работа по полигону «Акватория» проведена 20 — 31 января 1960 года.
Запуски первых межпланетных станций потребовали обеспечения приёма с их борта телеметрической информации в районах, не контролируемых средствами наземного КИК и Тихоокеанской экспедиции. Для решения задачи в 1960 году была создана Атлантическая группа плавучих измерительных пунктов в составе двух кораблей Черноморского пароходства и одного корабля Балтийского пароходства. Эти корабли были сняты с морских перевозок и переданы в распоряжение НИИ-4. Начальником Атлантической телеметрической экспедиции был сотрудник НИИ-4 Василий Иванович Белоглазов.
В свой первый рейс суда Плавучего телеметрического комплекса НИИ-4 вышли 1 августа 1960 года. На каждом была экспедиция в составе 10 — 11 сотрудников института, специалистов высокой квалификации. В течение 4-месячного рейса была отработана технология проведения телеметрических измерений в океанских условиях. Работы по значимым пускам КА состоялись только в следующем, втором рейсе Атлантического комплекса, который начался в январе 1961 года.

### Обеспечение управления корабля «Восток»
Яркой страницей развития космической баллистики явилось обеспечение управления полётом пилотируемого корабля «Восток» с Ю. А. Гагариным. НИИ-4 был определён головным по решению этой ответственной задачи. Была организована независимая разработка методов, алгоритмов и программ в НИИ-4, ОКБ-1 и АН СССР и их согласование. Учёные-баллистики успешно решили эту задачу. В обеспечении полёта непосредственное участие приняли корабли ТОГЭ-4 «Сибирь», «Сахалин», «Сучан», «Чукотка» и суда атлантической группировки «Ворошилов», «Краснодар» и «Долинск».
В 1961 году за создание автоматизированного измерительного комплекса, систем единого времени и специальной связи, обеспечивших запуск космического корабля с человеком на борту, Ю. А. Мозжорину присвоено звание Героя Социалистического Труда. А. И. Соколов и начальник головного в Институте управления Г. И. Левин удостоены звания лауреатов Ленинской премии.

### Институт в составе РВСН
31 декабря 1959 года Институт был включён в состав Ракетных войск стратегического назначения и с 1960 года выполнял работы по заказам Главного штаба, Научно-технического комитета, Главных управлений. Наряду с расширением работ по стратегическому ракетному оружию и ракетно-космической технике стали проводиться комплексные исследования систем вооружения РВСН, совершенствовалась методология испытаний ракетных и ракетно-космических комплексов. Возрос объём работ по вопросам боевого применения ракетных частей и соединений, обеспечению войск руководящей и эксплуатационной документацией.
Одной из важных проблем стала автоматизация боевого управления войсками, несущими постоянное боевое дежурство в высокой готовности к применению. На начальной стадии решения этой проблемы возникли сложности в привлечении организаций промышленности к работам по созданию автоматизированной системы управления. Работы стали проводиться в НИИ-4. В 1962 году изготовленная на экспериментальном заводе Института аппаратура была успешно испытана в войсках. Межведомственная комиссия под руководством академика Б. Н. Петрова дала положительную оценку проведённым исследованиям и рекомендовала начать опытно-конструкторские работы в промышленности. После принятия созданной системы на вооружение сотрудникам НИИ-4, руководившим работами, присуждены: В. И. Ануфриеву — Ленинская премия, В. Т. Долгову — Государственная премия.
В связи с увеличением объёма космических исследований в НИИ-4 в начале 1960-х годах создаются космические специальности (преобразованные в 1964 году в научные управления). Коллективы управлений внесли значительный вклад в обоснование задач оборонного характера, решаемых с помощью космических средств, определение перспектив развития космического вооружения, отработку космических аппаратов военного назначения и решение многих других проблем, связанных с освоением космического пространства.
В середине 1960-х годов в НИИ-4 были начаты комплексные исследования по обоснованию перспектив развития вооружения и военной техники РВСН и поиску путей интенсивного наращивания боевой мощи Ракетных войск стратегического назначения. В то время в составе стратегической «триады» США находилось почти в 4 раза больше носителей ядерного оружия и примерно в 9 раз больше ядерных боеголовок и авиабомб, чем в СЯС СССР. В связи с этим в целях обеспечения безопасности страны остро встал вопрос ликвидации отставания от США и достижения в кратчайшие сроки военно-стратегического паритета.
Решением правительства в 1965 году была задана крупная комплексная НИР (шифр «Комплекс»). Головными исполнителями по разделу РВСН определены НИИ-4 и ЦНИИМаш, научными руководителями — начальник НИИ-4 А. И. Соколов и директор ЦНИИМаш Ю. А. Мозжорин.
Научно обоснованные рекомендации НИР были полностью реализованы. В короткие сроки были созданы и поступили на вооружение высокоэффективные системы ракетного оружия с заданным уровнем характеристик, развёртывание которых позволило значительно повысить боевой потенциал группировки РВСН и обеспечило в начале 1970-х годов достижение устойчивого военно-стратегического паритета с США. Результатами этой НИР и последовавших за ней с пятилетними циклами аналогичных работ была обоснована техническая политика МО СССР в области развития вооружения РВСН на длительную перспективу. В 1970-е и начале 1980-х годов работы по определению перспектив развития вооружения и военной техники РВСН проводились под руководством Евгения Борисовича Волкова, назначенного в апреле 1970 года начальником Института. В дальнейшем исследованиями по этому направлению всегда руководили начальники 4 ЦНИИ (Лев Иванович Волков, Владимир Зиновьевич Дворкин, Александр Владимирович Шевырев, Владимир Васильевич Василенко).
Ни один создаваемый по заказам РВСН ракетный комплекс не отрабатывался без участия Института. Сотни сотрудников вели разработки программ и методик испытаний, оценки лётно-технических характеристик ракет по результатам пусков, непосредственно участвовали в работах на полигонах. Начальники НИИ-4, их заместители, начальники управлений (А. И. Соколов, Е. Б. Волков, А. А. Курушин, О. И. Майский, А. Г. Фунтиков) назначались председателями Государственных комиссий.
За работы по созданию новых ракетных комплексов Институт в 1976 году награждён вторым орденом — Октябрьской Революции. Начальник Института Е. Б. Волков был удостоен звания Героя Социалистического Труда.
В связи с постоянным повышением точности попадания ракет потенциального противника одной из важнейших стала проблема обеспечения защищённости ракетных комплексов от поражающих воздействий ядерного взрыва. Институт выступал в роли головной организации по научно-методическому и организационно-техническому обеспечению практически всех крупномасштабных испытаний. Разработанные и изготовленные в Институте измерительные приборы являлись уникальными и не имели аналогов в серийном приборостроении по точности и надёжности измерений высокодинамических процессов в условиях интенсивных помех. В результате проведённых теоретических и экспериментальных исследований и конструкторских доработок в 1970-е и 1980-е годы была резко повышена защищённость объектов РВСН от поражающих факторов ЯВ.

### Дальнейшее развитие
В 1960-х годах главной задачей института стало оснащение РВСН ракетными комплексами с первыми стратегическими ракетами межконтинентальной и средней дальности.
1970-е годы характеризуются крупными работами по обеспечению создания и развития нового поколения высокоэффективных ракетных комплексов с ракетами, оснащёнными разделяющими головками, что позволило значительно повысить боевые возможности группировки РВСН и её сдерживающую роль. В эти же годы институт обосновал необходимость создания подвижных ракетных комплексов, отстоял это направление перед крупными организациями, которые были сторонниками стационарных комплексов.
Деятельность института в 1980-х годах направлена на обеспечение качественного развития группировки РВСН на основе подвижных и стационарных комплексов нового поколения.
В 1990-х годах основные задачи института связаны с сохранением боевого потенциала РВСН на требуемом уровне в условиях военно-политической обстановки, сокращения наступательных вооружений, уменьшения финансирования Минобороны России и оборонных отраслей промышленности.
На современном этапе ключевым направлением исследований института является военно-экономическое обоснование сбалансированного развития стратегических наступательных, информационно-разведывательных и оборонительных сил и средств.
В конце 1997 года в состав Института были интегрированы подразделения 50-го ЦНИИ ВКС Минобороны России и 45-го ЦНИИ Минобороны России .
В соответствии с приказом Министра обороны Российской Федерации от 24 мая 2010 года № 551 «О реорганизации федеральных государственных учреждений, подведомственных Министерству обороны Российской Федерации» и в целях совершенствования структуры военно-научного комплекса Вооружённых Сил Российской Федерации, с 1 декабря 2010 года проведена реорганизация 4-го ЦНИИ Минобороны России: на правах структурных подразделений к нему были присоединены три научно-исследовательских института: 2-й ЦНИИ Минобороны России, 30-й ЦНИИ Минобороны России и 13-й ГНИИ Минобороны России. Институт получил наименование ФБУ «4 Центральный научно-исследовательский институт ракетных, космических и авиационных систем Министерства обороны Российской Федерации»..
В октябре 2013 года 4-й ЦНИИ Минобороны России реорганизован в форме выделения из него ФГБУ «Центральный научно-исследовательский институт Военно-воздушных сил» Минобороны России (г. Щёлково, Московская область) и ФГБУ «Центральный научно-исследовательский институт Войск воздушно-космической обороны» Минобороны России (г. Юбилейный, Московская область).
В 2016 году 4-й ЦНИИ Минобороны России отметил своё 70-летие.

## Начальники
- генерал-лейтенант артиллерии Нестеренко А. И. (1946—1951)
- генерал-полковник инженерно-технической службы Чечулин П. П. (1951—1955)
- генерал-лейтенант Соколов А. И. (1955—1970)
- генерал-лейтенант Волков Е. Б. (1970—1982)
- генерал-лейтенант Волков Л. И. (1982—1993)
- генерал-майор Дворкин В. З. (1993—2001)
- полковник Шевырёв Александр Владимирович (2001—2004)
- генерал-майор Василенко Владимир Васильевич (2004—2010)
- полковник Таразевич Сергей Евгеньевич (5.2.2010 — 1.9.2010)[10]
- Мильковский Александр Григорьевич (1.9.2010 — 13.10.2013)[11]
- Таразевич Сергей Евгеньевич (с 13.10.2013)[12]

## Ведущие учёные института
- Агаджанов П. А.
- Бажинов И. К.
- Белов Н. И.
- Бордюков М. М.
- Брыков А. В.
- Максимов Г. Ю.
- Мещеряков И. В.
- Мозжорин Ю. А.
- Нариманов Г. С.
- Тихонравов М. К.
- Туков А.А.
- Тюлин Г. А.
- Чернышёв Н. Г.
- Эльясберг П. Е.
- Яцунский И. М.